# Хмельницька обласна організація НСПУ
Хмельницька обласна організація Національної спілки письменників України — один із регіональних творчих осередків Національної спілки письменників України.
ХОО НСПУ створена 29 березня 1980 року з ініціативи тодішнього голови СПУ Павла Загребельного. Тоді до неї увійшло дев'ять письменників, що проживали в області (до цього вони перебували на обліку Вінницької письменницької організації): Василь Баженов, Броніслав Грищук, Петро Карась, Аполлінарій Мацевич, Григорій Храпач, Микола Мачківський, Анатолій Ненцінський, Микола Сумишин, Микола Федунець. Очолив організацію Броніслав Грищук. У січні 1986-го головою письменницької громади обрано Миколу Федунця, який понад двадцять років її очолював. Пізніше письменницьку організацію очолювали Ростислав Балема (2007—2010 рр.), Василь Горбатюк (2010—2017 рр.), Петро Маліш (2017—2025 рр.). За роки, що минули, організацію поповнювали нові члени. Водночас декілька літераторів вибули (у зв'язку з переїздом), п'ятнадцятеро ж відійшли за межу вічності.
З 24 квітня 2025 року обласний письменницький осередок очолює поет Віталій Міхалевський.
Щороку письменники видають десятки книг прози, поезії, публіцистики, есеїстки, гумору й сатири, творів для дітей, публікуються у всеукраїнських літературно-художніх виданнях.
Більшість із митців слова відзначені обласними літературними преміями — ім. Микити Годованця, ім. Володимира Булаєнка, ім. Тараса Шевченка, ім. Григорія Костюка; значна частина є лауреатами престижних міжнародних і всеукраїнських премій — ім. Івана Кошелівця (Микола Мачківський, Олександра Ванжула, Василь Горбатюк), імені Олеся Гончара (Броніслав Грищук), ім. Івана Огієнка (Петро Ящук, Мар'ян Красуцький, Віталій Мацько), ім. Степана Руданського, Наталі Забіли, Степана Олійника (Василь Кравчук, Петро Савчук), ім. Юрія Яновського (Мар'ян Красуцький), ім. Дмитра Луценка (Оксана Радушинська), ім. Платона Воронька (Ніна Гаврилюк). Переможцями літературного конкурсу «Коронація слова» стали Оксана Радушинська, Людмила Савчук, Олена Іськова-Миклащук, Юрій Сорока і Артур Закордонець; молодіжного літературного конкурсу «Гранослов» — Олена Ткачук і Іванна Василевська.
Тісну творчу співпрацю письменники підтримують з бібліотеками міста та області, закладами освіти, обласним літературним музеєм. Під опікою ХОО НСПУ перебуває літературне молодіжне об'єднання, що діє при обласному літературному музеї. Щороку представники цього об'єднання беруть участь у Всеукраїнській нараді молодих літераторів. Десятки імен відкрив обласний літературний молодіжний конкурс «І на сторожі — слово», присвячений 200-річчю від дня народження Т. Г. Шевченка.
Вручаються: обласна премія ім. М. Федунця за кращу поетичну збірку, хмельницька міська ім. Б. Хмельницького за вагомий внесок у розвиток літератури та журналістики, культури й мистецтва.
Щопівроку виходить альманах «Південний Буг».

## Склад
| Повноваження голови | Повноваження голови          | Повноваження голови | Повноваження голови |
| №                   | ПІБ                          | Набуття             | Скасування          |
| ------------------- | ---------------------------- | ------------------- | ------------------- |
| 1                   | Грищук Броніслав Антонович   | 1980                | 1986                |
| 2                   | Федунець Микола Федорович    | 1986                | 2008                |
| 3                   | Балема Ростислав Миколайович | 2008                | 2010                |
| 4                   | Горбатюк Василь Іванович     | 2010                | 2017                |
| 5                   | Маліш Петро Іванович         | з квітня 2017       |                     |

| Склад | Склад                                        | Склад      | Склад      | Склад                          |
| №     | ПІБ                                          | Роки життя | Вступ      | Вибуття, примітки              |
| ----- | -------------------------------------------- | ---------- | ---------- | ------------------------------ |
| 1     | Бабенко Марія Тимофіївна                     | 1948       | 27.04.2004 |                                |
| 2     | Баженов Василь Миколайович                   | 1916-1995  | 1975       | 08.04.1995                     |
| 3     | Балема Ростислав Миколайович                 | 1972       | 02.09.2003 |                                |
| 4     | Басиров Валерій Магафурович                  | 1947       | 1990       | в Криму, виключений з лав 2014 |
| 5     | Ванжула (Федунець) Олександра Семенівна      | 1938-2015  | 30.09.1997 | 19.12.2015                     |
| 6     | Василевська Іванна Іванівна                  | 1980       | 29.05.2006 |                                |
| 7     | Величко Микола Володимирович                 | 1977       | 17.10.2002 |                                |
| 8     | Весела Людмила Михайлівна                    | 1977       | 23.10.2012 |                                |
| 9     | Воробей Петро Петрович                       | 1962       | 19.10.2021 |                                |
| 10    | Гончарук Віктор Олександрович                | 1954       | 25.03.1999 |                                |
| 11    | Горбатюк Василь Іванович                     | 1956       | 25.05.1984 |                                |
| 12    | Грищук Броніслав Антонович                   | 1940       | 11.04.1975 |                                |
| 13    | Дем'янюк Марія Борисівна                     | 1970       | 12.03.2020 |                                |
| 14    | Закордонець Артур Венедиктович               | 1969       | 06.03.2018 |                                |
| 15    | Іов Іван Павлович                            | 1948-2001  | 1987       | 04.02.2001                     |
| 16    | Іськова-Миклащук Олена Володимирівна         | 1983       | 27.102016  |                                |
| 17    | Карась Петро Прокопович                      | 1938-2019  | 05.03.1969 | 16.08.2019                     |
| 18    | Клец Микола Захарович                        | 1949-2021  | 24.12.2003 | 22.05.2021                     |
| 19    | Коломієць Микола Іванович                    | 1941       | 12.11.1998 | з 2000-х втрачено зв'язок      |
| 20    | Коляновський Афанасій Миколайович            | 1925-2013  | 21.03.1995 | 05.02.2013                     |
| 21    | Кондаков Андрій Олександрович                | 1969       | 14.09.2004 | з 2006 в РФ                    |
| 22    | Кравчук Василь Іванович                      | 1929-2015  | 28.12.1988 | 25.11.2015                     |
| 23    | Красуцький Мар'ян Іванович                   | 1943-2022  | 23.04.1998 | 30.08.2022                     |
| 24    | Кривега Володимир Ілліч                      | 1946       | 21.10.2005 |                                |
| 25    | Магера Микола Никанорович                    | 1922-2008  | 15.04.1984 | 12.06.2008                     |
| 26    | Мазур Наталія Павлівна                       | 1961       | 19.10.2021 |                                |
| 27    | Маліш Петро Іванович                         | 1953       | 25.10.2014 |                                |
| 28    | Мамайсур Борис Сергійович                    | 1938-2003  | 1994       | 19.10.2003                     |
| 29    | Мацевич Аполлінарій Федотович                | 1926-1996  | 1967       | 27.02.1996                     |
| 30    | Мацько Віталій Петрович                      | 1952       | 21.11.2000 |                                |
| 31    | Мачківський Микола Антонович                 | 1942-2020  | 22.01.1979 | 22.11.2020                     |
| 32    | Міхалевський Віталій Цезарійович             | 1961       | 29.04.2014 |                                |
| 33    | Молдован Ельвіра Степанівна                  | 1984       | 31.10.2019 |                                |
| 34    | Мучник Олег Романович                        | 1973       | 26.10.2023 |                                |
| 35    | Ненцінський Анатолій Йосипович               | 1944       | 22.01.1979 |                                |
| 36    | Нечитайло Віталій Васильович                 | 1941-2023  | 14.05.1996 | 10.08.2023                     |
| 37    | Осецький Йосип Петрович                      | 1946       | 31.10.2019 |                                |
| 38    | Остапчук Ольга Володимирівна (Ольга Вітер)   | 1974       | 23.10.2012 |                                |
| 39    | Панчук Галина Степанівна                     | 1953-2008  | 30.06.2005 | 26.04.2008                     |
| 40    | Переяслав Вадим Олександрович                | 1941-2013  | 2003       | 08.06.2013                     |
| 41    | Поліщук Наталія Валеріївна                   | 1985       | 31.10.2019 |                                |
| 42    | Почапська Оксана Іванівна                    | 1983       | 29.05.2006 |                                |
| 43    | Прокоф'єв Іван Петрович                      | 1955       | 30.06.2005 |                                |
| 44    | Прохорчук Ольга Петрівна                     | 1988       | 25.10.2014 |                                |
| 45    | Радецька Альона Юріївна                      | 1991       | 26.10.2023 |                                |
| 46    | Радушинська Оксана Петрівна                  | 1979       | 29.05.2006 |                                |
| 47    | Романів Оксана Орестівна                     | 1988       | 25.04.2013 | -Довідник-2023, у Львові       |
| 48    | Рудковська (Василишина) Людмила Францівна    | 1963       | 19.10.2021 |                                |
| 49    | Руцький Микола Миколайович                   | 1961       | 23.10.2012 |                                |
| 50    | Савчук Людмила Павлівна                      | 1935-2023  | 30.06.2005 | 14.07.2023                     |
| 51    | Савчук Микола Миколайович                    | 1948       | 18.10.2018 |                                |
| 52    | Савчук Петро Миколайович                     | 1935       | 18.06.1998 |                                |
| 53    | Саліпа Ольга Ігорівна                        | 1986       | 19.10.2021 |                                |
| 54    | Сердунич Любов Андріївна                     | 1959       | 18.10.2018 |                                |
| 55    | Скоц Оксана Володимирівна                    | 1988       | 12.03.2020 |                                |
| 56    | Сорока Юрій Володимирович                    | 1973       | 27.10.2016 |                                |
| 57    | Сумишин Микола Флорович                      | 1940       | 28.05.1974 |                                |
| 58    | Теленько Богдан Петрович                     | 1954       | 08.04.2016 |                                |
| 59    | Тенюх Олеся Володимирівна                    | 1992       | 29.04.2014 |                                |
| 60    | Ткач Ольга Михайлівна                        | 1983       | 29.05.2006 |                                |
| 61    | Ткачук Олена Анатоліївна                     | 1987       | 24.09.2009 |                                |
| 62    | Федунець Микола Федорович                    | 1944-2009  | 30.05.1978 | 20.06.2009                     |
| 63    | Храпач Григорій Якович                       | 1924-2013  | 14.12.1979 | 29.06.2013                     |
| 64    | Цимбалюк Михайло Петрович                    | 1967       | 03.12.2015 |                                |
| 65    | Шевернога (Каменєва) Маргарита Володимирівна | 1975       | 31.10.2019 |                                |
| 66    | Шевченко Володимир Станіславович             | 1940-2021  | 05.04.2016 | 29.04.2021                     |
| 67    | Шкапій Степан Михайлович                     | 1954       | 29.06.2023 |                                |
| 68    | Шмурікова (Гаврилюк) Ніна Миколаївна         | 1953       | 04.04.2000 |                                |
| 69    | Яніцька Ніоніла Олександрівна                | 1965       | 18.10.2018 |                                |
| 70    | Ярохно (Проказюк) Лідія Іванівна             | 1953       | 06.03.2018 |                                |
| 71    | Ящук Петро Лаврентійович                     | 1948       | 14.09.2004 |                                |